# 钠云霞正长岩

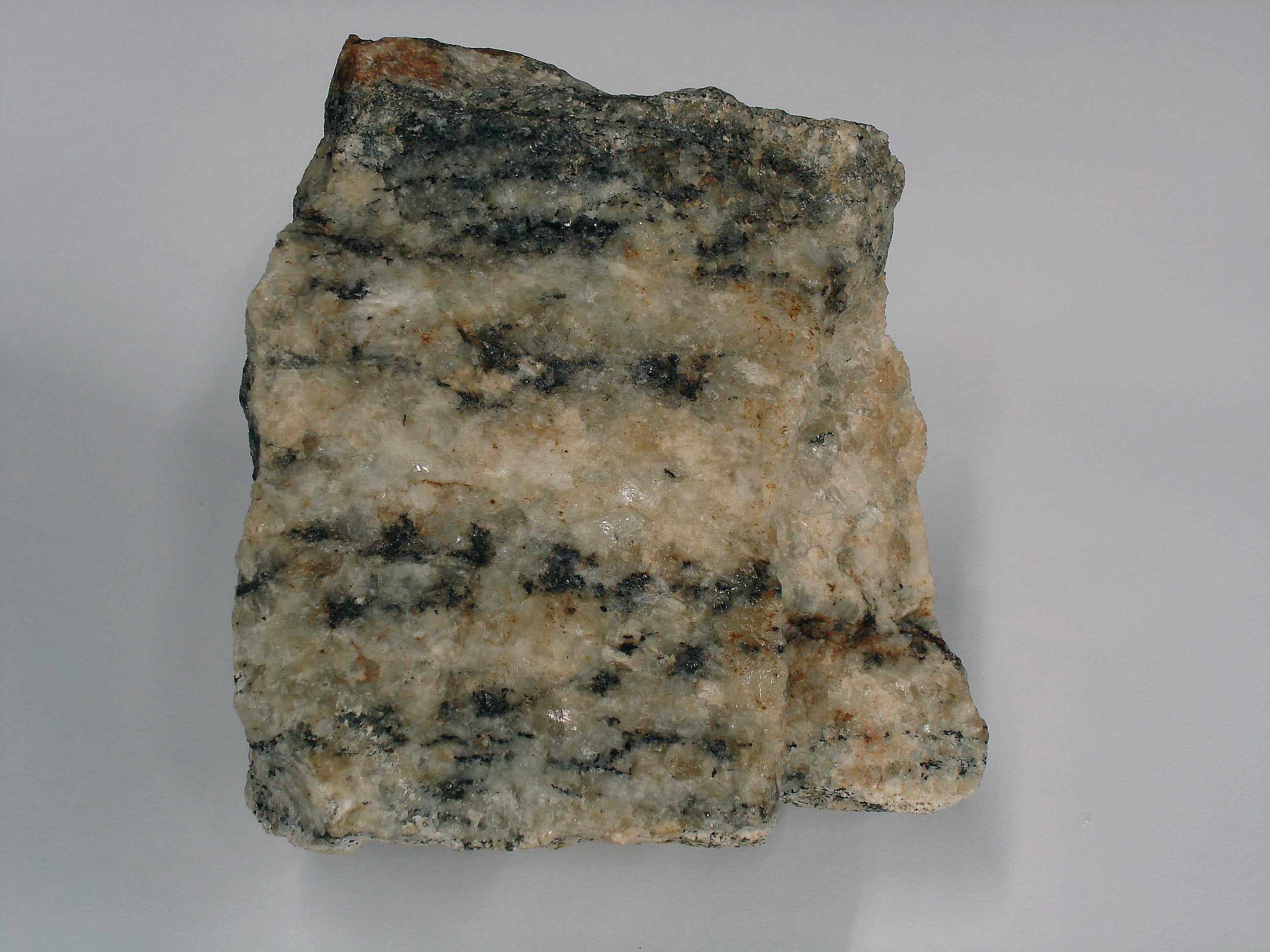
钠云霞正长岩 (霞石正長片麻岩),標本地點：巴西Canaã Massif

钠云霞正长岩（英語：Litchfieldite）是一種稀有的火成岩。 它是一種粗粒、葉理狀的霞石正長岩，有時稱為霞石正長片麻岩或片麻狀霞石正長岩。Litchfieldite 由兩種長石（主要是鈉長石，但也有一些微斜長石）組成，還有霞石、方鈉石、鈣霞石和方解石。 鎂鐵質礦物有，磁鐵礦和富含鐵黑雲母（lepidomelane)。

## 產狀
钠云霞正长岩因 于1892 年貝利在美國緬因州利奇菲爾德的發現而得名。。 它是一種非常稀有的岩石，曾在加拿大的藍山和法國河, 挪威的索羅伊和瓦爾河,葡萄牙塞瓦代斯,Canaã Boca Nova，Itajú da Colonia 和 Peixes，巴西等地被發現。

## 岩石學
除了礦物成特徵外，钠云霞正长岩尚具有以下一種或多種結構：
- 片麻岩外觀；由於白色和鎂鐵質礦物成帶交替出現；
- 葉理狀：由於板狀礦物（如鱗晶黑雲母）的排列，
- 霞石等礦物的光軸平行排列。
- 在帶狀岩體內，被含角閃石的正長岩和石英正長岩包圍，
- 斜長石（鈉長石）的雙片晶中斷裂和/或彎曲，
- 砂漿結構，
- 黑雲母具有扭結結構和彎曲的解理，
- 呈現大布丁或分散的塊狀物，
- 在變質帶內呈現平行於區域結構的細長體，
- 其同位素年齡根據區域變質作用

## 起源
钠云霞正长岩的起源有兩種假設：
1. 由構造前岩漿造成的霞石正長岩[10].
2. 在造山運動期間侵入的霞石正長岩[11].

兩種假設都認為變質作用造成像钠云霞正长岩的礦物和結構特徵.

## 巴西的霞石正長片麻岩
Boca Nova
- 地點：帕拉州
- 年齡及判定方法
  - 圍岩石最後變質年齡：900 到 600 my（巴西周期）
  - 霞石正長岩：580+/-10 my- K-Ar，黑雲母； 724 +/- 30 my- Rb-Sr，全岩
- 岩石和礦物禮物（括號為附屬礦物）
  - 鹼性岩石
    - 霞石正長岩片麻岩（主要是钠云霞正长岩）：霞石、鈉長石、微斜長石、条纹长石、深綠色黑雲母、方解石）、(白雲母）、(鋯石）、(烧绿泥石Pyrochlore）、(鈣霞石）、(方鈉石）、(不透明礦物）
    - 偉晶岩 - 相同的礦物成分，但黑雲母含量較低。

  - 圍岩岩石：千枚岩、片岩和次生花崗岩
- 圍岩的變質等級：高綠片岩相至中等角閃石岩相

迦南
- 地點：里約熱內盧州
- 年齡及判定方法
  - 圍岩石最後變質年齡：900 到 600 my（巴西周期）
  - 霞石正長岩：542 +/-14 我的 Rb-Sr 全岩； 424 +/- 13 我的黑雲母 K-Ar。
- 岩石和礦物禮物（括號為附屬礦物）：
  - 鹼性岩石：
    - 钠云霞正长岩：鈉長石 (An=5%)、微斜長石、霞石、鈣霞石、铁黑云母(lepidomelane)、(鋯石）、(褐帘石allanite）、(剛玉）、(方鈉石）
    - 鹼性正長岩：微斜長石、石英、輝石、棕色黑雲母、(角閃石）、(榍石titanite）、(磷灰石）、(鋯石）、（白雲母）、（剛玉）、（輝鉬礦）、（不透明石）
    - 含霞石偉晶岩脈，平行和交叉切割橄欖石的葉理：長石、霞石、(磁鐵礦）、(黑雲母）、(白雲母）、(方鈉石）、（硫化物）、（方解石）。
    - 正長偉晶岩：長石、剛玉、白雲母、（黑雲母）、（藍剛玉）、（硫化物）

  - 圍岩石：黑雲母-矽線石-片麻岩、角閃岩、混合岩（花崗岩）。
- 圍岩變質等級：高角閃石岩相

托坎廷斯霞石正長岩片麻岩帶
（Estrela、Eldorado、Porto Nacional、Peixe）
- 地點：托坎廷斯州
- 年齡及判定方法
  - 圍岩石最後變質年齡：900 到 600 my（巴西周期）
  - 霞石正長岩：1.5 Gy
- 岩石和礦物（括號為附屬礦物）：
  - 鹼性岩石：
    - 钠云霞正长岩：霞石、微斜長石、鈉長石、角閃石、輝石、(輝鉬礦）、(石榴石）、(榍石titanite）、（烧绿泥石Pyrochlore）、（剛玉）、（方鈉石）。
    - 正長岩和石英正長岩：
    - 鹼性偉晶岩：鈉長石、霞石、輝石、磁鐵礦、鋯石、(烧绿泥石Pyrochlore）、(獨居石）、(褐帘石allanite）、(剛玉）。
- 圍岩岩石：花崗岩片麻岩、角閃岩
- 圍岩變質等級：高角閃岩岩相

南巴伊亞州鹼性岩
- 地點：巴伊亞州
- 年齡及判定方法
  - 圍岩石最後變質年齡：900 到 600 my（巴西周期）
  - 霞石正長岩：732 +/- 8 my，U-Pb，鈦鐵礦
- 岩石和礦物（括號為附屬礦物）：
  - 鹼性岩石：
    - 钠云霞正长岩：鈉長石、微斜長石、霞石、深綠色黑雲母、棕色黑雲母、(輝石）、(角閃石）、（鈣霞石）、（方鈉石）
    - Tawite：鈉長石、微斜長石、方鈉石、(霞石）
    - 正長岩
    - 鹼性偉晶岩

  - 圍岩：花崗質片麻岩、混合岩、麻粒岩
- 圍岩變質等級：高角閃石岩相